# Domina (videoigra)
Domina je poslovna simulacija z elementi akcijskih videoiger, ki je izšla v začetku aprila 2017 na platformi za digitalno distribucijo Steam. Ustvaril jo je neodvisni razvijalec Bignic (s pravim imenom Nicholas Gorissen). Igralca postavi v vlogo rimljanke, ki prevzame očetovo gladiatorsko šolo (ludus) in se nameni z uspehom povrniti njen ugled.
Zdaj je igra dostopna v spletni trgovini Gumroad.

## Igranje
Igralec mora v realnem času med vnaprej določenimi dnevi za turnirje upravljati s šolo in trenirati ekipo svojih sužnjev za gladiatorje, kar jim izboljša bojne sposobnosti. V ta namen z denarjem, prisluženim v bojih, nadgrajuje zgradbo, skrbi za hrano in vodo, kupuje opremo ter razne dodatke, najema pomočnike, kot so zdravilci, itd. Kupuje in prodaja tudi gladiatorje, ki v bojih redno umirajo. S treningom jih lahko specializira za določene vloge v boju, kar omogoča pripravo na prihajajoči spopad. Ti so lahko ena na ena, ena na več ali več na več udeležencev. Spopade prikazuje igra v živo, v njih like nadzoruje igrina umetna inteligenca, določena nadgradnja pa omogoči igralcu direkten nadzor nad enim svojim gladiatorjem.
Grafika je 2-D in nizkoločljivostna, v slogu starih videoiger, zato je Domina strojno nezahtevna. Nima funkcije shranjevanja položaja, saj dogajanje do zmage traja zgolj kakšno uro (oziroma manj, če šola propade). Ta motiv junakov, ki jih igralec nadgrajuje in vanje na različne načine investira, potem pa brezkompromisno in nepovratno umrejo, je značilen za zvrst videoiger, imenovano roguelite.

## Odziv
Več recenzentov je pohvalilo igro kot izjemno zabavno, kljub nekaterim težavam z uravnoteženostjo.

### Kontroverznost
Avtor je vzbudil pozornost med pandemijo covida-19 marca 2022 z bizarnim in seksističnim komentarjem proti nošenju obraznih mask, ki ga je zapisal v opis popravkov. Uporabniki Steama so se na to odzvali z množičnim objavljanjem negativnih ocen igre. Komentatorji so kasneje našli še več podobnih komentarjev, ki povzdigujejo »pravo moškost«, v starejših opisih popravkov.
Znova je bil Bignic deležen kritik v začetku septembra istega leta, ko je na isti način objavil transfobno tirado, uperjeno zlasti proti znanemu kanadskemu aktivistu Keffalsu. Upravljavci platforme Steam so takrat umaknili Domino iz kataloga, že pred tem pa je bil avtor zaradi tovrstnih komentarjev izključen iz Steamovega foruma, kar mu je preprečilo interakcijo s kupci.